# Mesaphorura jarmilae
Mesaphorura jarmilae är en urinsektsart som beskrevs av Josef Rusek 1982. Mesaphorura jarmilae ingår i släktet Mesaphorura, och familjen blekhoppstjärtar. Arten är reproducerande i Sverige.